# Broken Sword: Il segreto dei Templari
Broken Sword: Il segreto dei Templari (in inglese The Shadow of the Templars o Circle of Blood negli Stati Uniti) è il primo videogioco della serie Broken Sword, uscito nel 1996 per MS-DOS, Windows e PlayStation, e per altre piattaforme negli anni successivi. È una classica avventura grafica punta e clicca dove il protagonista dovrà visitare diverse località europee ed asiatiche, ognuna delle quali presenta diversi scenari di gioco. La grafica ricorda quella di un cartone animato tradizionale, mentre le voci di tutti i personaggi sono interpretate da attori.

## Trama
Mentre è in vacanza a Parigi, il turista statunitense George Stobbart assiste mentre un assassino vestito da clown ruba la valigetta di un vecchio da un caffè e lo uccide con una bomba. Sopravvissuto all'attentato, George incontra e fa squadra con la fotoreporter Nicole Collard, che avrebbe dovuto incontrare l'uomo, chiamato Plantard, e stava indagando su una serie di omicidi che coinvolgono la stessa persona in diversi costumi. George rintraccia l'assassino in un hotel della città, grazie agli indizi che hanno lasciato vicino al caffè, e recupera dalla cassaforte dell'hotel un antico manoscritto che l'assassino, conosciuto come Khan, aveva preso dal vecchio. Dopo aver contrabbandato il documento a una coppia di malviventi anch'essi alla sua ricerca, George e Nicole scoprono che è legato ai Cavalieri Templari e che contiene indizi relativi a luoghi dell'Europa e del Medio Oriente.
Dopo aver scoperto che un treppiede menzionato nel manoscritto è conservato in un museo locale, George visita il sito da cui proviene a Lochmarne, in Irlanda. Viene a sapere che l'archeologo che l'aveva trovato, Peagram, era scomparso, lasciando un pacchetto alle cure del suo assistente. Questi viene rapito da Khan fuori da un pub locale, lasciando cadere il pacco; rintracciatolo, George vede che contiene una gemma menzionata nel manoscritto. Sul luogo degli scavi, trova un murale che lo indirizza al Montfauçon di Parigi; lì, George indaga su un uomo ricoverato in ospedale di nome Marquet che voleva la gemma, e viene a sapere che il treppiede sta per essere rubato. Poco dopo, Marquet viene assassinato, ma George e Nicole sventano il furto e tengono il treppiede.
George trova una camera nascosta sotto Montfauçon, nelle fogne della città, e lì spia un gruppo che sostiene di essere i successori dei Templari e che sta tramando la loro ascesa, tra cui l'assassino di Marquet (che dicono "era un peso"), il quale insieme a Peagram e Plantard si rivelano anch'essi Neo-Templari. Dopo la loro partenza, George indaga nella camera e scopre, grazie alla gemma e al treppiede, un altro indizio che indica il villaggio di Marib in Siria. Recatovi, George scopre una vicina formazione rocciosa chiamata Testa di Toro dettagliata nel manoscritto, e scopre in una grotta nascosta una lente di vetro che i neotemplari cercavano, un idolo dell'essere chiamato Baphomet, e una mappa di pietra della Gran Bretagna. Khan, che stava cercando George, arriva e lo mette alle strette, ma George supera l'assassino e fugge.
Tornato da Nicole, George apprende da lei che un amico, André Lobineau, ha scoperto la sua prossima destinazione: una villa in Spagna di proprietà della famiglia De Vasconcellos. Con il permesso dell'unico membro superstite, George esamina i terreni e il mausoleo di famiglia e scopre il calice di famiglia, nascosto secoli prima. Tornando a Parigi, George rintraccia la tomba di un antenato dei De Vasconcellos a Montfauçon, e indaga su un sito di scavi dove era stato scoperto un altro idolo di Baphomet, usando il calice per trovare un altro indizio che raffigura una chiesa con una torre quadrata. George indaga ulteriormente sul terreno in Spagna e trova un pozzo nascosto basato su riferimenti biblici presi dalla tomba; all'interno, scopre un murale raffigurante un fiume che scorre su una scacchiera.
Raccolti i loro indizi con l'aiuto di André, George e Nicole apprendono che i Neo-Templari stanno viaggiando verso un sito sotto le rovine di una chiesa a Bannockburn, in Scozia. La coppia prende il treno notturno per arrivarci, ma i Neo-Templari rapiscono Nicole. Una vecchia signora della loro carrozza si rivela essere Khan travestito, che aiuta George a superare i rapitori e a salvare Nicole. Prima di morire per le sue ferite, Khan, che si scopre appartenere alla setta degli Hashshashin che si oppone ai Templari, spiega che lui e George erano dalla stessa parte. I due arrivano alla chiesa, dove scoprono che i Neo-Templari stavano cercando di acquisire il potere di Baphomet e riforgiare la sua spada, l'eponima Broken Sword. Per fermarli, George e Nicole distruggono il sito con esplosivi acquistati da Khan, seppellendo i Neo-Templari e distruggendo le rovine soprastanti. A fine esplosione, i due si baciano.

## Modalità di gioco
Broken Sword è un videogioco d'avventura 2D in prospettiva in terza persona. Il giocatore per interagire con l'ambiente e muovere il protagonista George Stobbart tramite un'interfaccia punta e clicca. Per risolvere gli enigmi e progredire nel gioco, il giocatore raccoglie oggetti che possono essere combinati con altri, usati sull'ambiente, o dati a personaggi non giocanti (PNG). Il protagonista parla con i PNG attraverso un albero di dialoghi presentati con "icone di conversazione" per conoscere gli enigmi e la trama del gioco. Cliccando su oggetti nell'inventario o nell'ambiente può dare indizi o altre informazioni. Il giocatore si muove con una mappa alla quale vengono aggiunte nuovi luoghi man mano che la storia si sviluppa. A differenza della maggior parte dei giochi d'avventura dell'epoca, è possibile la morte del protagonista, dopo la quale il giocatore comincia dall'ultimo salvataggio.

## Personaggi
- George Stobbart. È un turista statunitense in vacanza a Parigi, biondo, indossa una giacca verde e dei blue jeans. Ha un carattere determinato e talvolta sarcastico. Viene coinvolto nell'incidente al bar de La chandelle verte, dove una bomba causa la morte dell'enigmatico Plantard. Decide quindi di mettersi sulle tracce di Khan, lo spietato killer autore del delitto. Nella capitale francese conosce e lentamente si innamora di Nico. È doppiato in italiano da Claudio Beccari.
- Nicole Collard. Giovane donna dai capelli neri, dallo sguardo sensuale e dai vestiti provocanti, Nicole Collard (detta Nico) è una fotoreporter parigina. Stobbart trova in lei un primo aiuto per la sua indagine, ma ben presto Nico diventa un costante riferimento. Benché Nico si muova raramente dal suo appartamento in Rue Jarry durante lo svolgimento del videogioco, dovrà anche passare all'azione. Alla fine Nico cede all'amore per Stobbart. È doppiato in italiano da Elda Olivieri.

## Sviluppo
L'idea del videogioco nacque nel 1992, quando Charles Cecil e Noirin Carmody si incontrarono con Sean Brennan, allora capo-pubblicazione alla Virgin Interactive, e parlarono di come i Cavalieri Templari sarebbero stati un soggetto ideale su cui basare un gioco. Più tardi, la Virgin accettò di pubblicare il gioco. In un'intervista di settembre per l'allora rivista francese Génération 4, Charles Cecil dichiarò di aver iniziato a lavorare su uno scenario per il terzo gioco di Revolution, dopo Lure of the Temptress del 1992 e Beneath a Steel Sky del 1994. Il gioco sarebbe stato ambientato a Parigi con una storia sui templari. Il mese successivo, Cecil visitò Parigi per fare ricerche sui Templari; dopo aver letto Il santo Graal, era certo che si sapesse abbastanza sui Templari per renderli un buon soggetto per un gioco. Cecil, Dave Cummins e Jonathan Howard iniziarono a lavorare sulla storia e sul design. Cecil e Cummins frequentarono un corso di scrittura cinematografica e fecero leggere la loro sceneggiatura a Alan Drury, uno sceneggiatore e drammaturgo senior della BBC. Steve Ince, artista di Revolution, creò i primi schizzi delle location per il gioco prima di lavorare a Beneath a Steel Sky. Fu promosso a produttore a metà del progetto.
Nonostante avesse pubblicato la versione per PC, la Virgin non era interessata a pubblicare il gioco sulla PlayStation, ritenendo che per quest'ultima gli unici giochi redditizi sarebbero stati quelli in 3D. Di conseguenza, Cecil contattò Sony Computer Entertainment, che accettò di pubblicare il gioco per la console. In Nord America, Broken Sword fu rinominato in Circle of Blood. Cecil era in disaccordo con il cambio del titolo poiché riteneva che desse un'impressione sbagliata di che tipo di gioco fosse. Nel 1998, tuttavia, THQ pubblicò il gioco sulla piattaforma PlayStation con il suo titolo originale Broken Sword: The Shadow of the Templars.

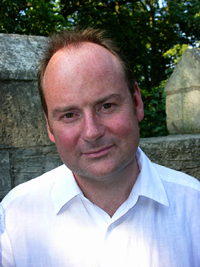
Charles Cecil, creatore e game director della serie Broken Sword

Uno degli obiettivi di Cecil era quello di discostarsi dai giochi d'avventura umoristici più popolari all'epoca, come la serie Monkey Island della LucasArts, creando invece un gioco con un buon ritmo e una trama complessa, ragion per cui pensava che i cavalieri templari sarebbero stati un soggetto ideale. A differenza dei giochi LucasArts, che usavano un sistema di conversazione con domande e risposte, Broken Sword offriva "icone di conversazione" che non rivelavano al giocatore ciò che il protagonista stava per dire; l'intenzione di Cecil era di rendere il gioco più cinematografico, ma che non somigliasse ai film interattivi di quel tempo, perché sentiva che stavano "scimmiottando i film". Voleva creare due protagonisti che si scambiassero idee, aiutando a guidare il gioco. Al fine di attrarre sia il mercato americano sia quello europeo, ha reso George statunitense e Nico francese.
Il team di Revolution aveva grandi aspettative per Broken Sword, ma c'era una concorrenza significativa. Revolution aveva un team che aveva creato giochi d'avventura di successo, ma credeva di dover utilizzare il meglio di altre industrie creative. Eoghan Cahill e Neil Breen degli studi Don Bluth di Dublino hanno disegnato gli sfondi a matita e li hanno colorati digitalmente in Photoshop. La sequenza introduttiva e i personaggi principali sono stati realizzati dall'animatore Mike Burgess, che ha lavorato per lo studio di animazione Red Rover. La grafica del gioco era animata in uno stile che ricordava i classici film d'animazione.
Cecil contattò il compositore Barrington Pheloung, che accettò di creare la colonna sonora del gioco. All'epoca dell'uscita del gioco, Pheloung dichiarò: «Virgin probabilmente si sarebbe accontentata di un tema principale e di qualche spunto, ma ho pensato che piuttosto che creare una colonna sonora orchestrale come per un film, avrei potuto crearne una che interagisse con il gioco. Così ho scritto più di tre ore di musica, fatto unico nel genere, e oltre 400 spunti». Ha composto la musica per orchestra e ha aggiunto gli elementi strutturali suddividendola in pezzi campionati.
Revolution aveva già scritturato Hazel Ellerby per il ruolo di Nicole Collard, ma ha avuto problemi a trovare un doppiatore per il ruolo di George Stobbart. Ellerby suggerì Rolf Saxon, un suo compagno di studi presso la Guildhall School of Music and Drama di Londra. Cecil gli offrì il lavoro e Saxon accettò. I restanti doppiatori accreditati nell'originale sono Rachel Atkins, David Bannerman, Rosy Clayton, Jack Elliott, Steve Hodson, David Holt, Peter Kenny, Richard Mapletoft, Matthew Marsh, Colin McFarlane, Don McCorkindale, Gavin Muir, Paul Panting, e Andrew Wincott.
Cecil era il director e lo scrittore del gioco, Tony Warriner e David Sykes i designer-programmatori, e Noirin Carmody il produttore esecutivo. Il gioco utilizza il motore Virtual Theatre, come Lure of the Temptress e Beneath a Steel Sky. Il costo finale del gioco fu di un milione di sterline. È stato portato sul Game Boy Advance nel 2002, e su Palm OS e Windows Mobile nel 2006.
Nel marzo 2009, Ubisoft ha pubblicato una director's cut di The Shadow of the Templars intitolata Broken Sword: The Shadow of the Templars - Director's Cut per Wii e Nintendo DS. Dave Gibbons, con cui Revolution ha lavorato su Beneath a Steel Sky, ha creato una grafica aggiuntiva per il gioco. A causa dei limiti di dimensione della piattaforma, la versione DS non contiene dialoghi parlati, ma solo sottotitoli. Una versione del Director's Cut per iPhone e iPod touch è stata rilasciata il 20 gennaio 2010. A maggio, una versione in alta definizione è stata rilasciata per l'iPad. Le versioni per Windows e Mac OS X sono state rilasciate il 2 settembre sui servizi di distribuzione digitale. Una versione per Android è stata distribuita su Google Play nel giugno 2012. La versione originale del gioco è disponibile da Sold-Out Software e GOG.com con gli acquisti di Director's Cut, e da Steam come DLC gratuito per i proprietari di Director's Cut.